# Вэйчжоу (остров)
Вэйчжоу (кит. 涠洲岛, пиньинь: Wéizhōu Dǎo) — китайский остров в Тонкинском заливе. Крупнейший остров Гуанси-Чжуанского автономного района.
Расположен в 40 км к югу от города Бэйхай и в 100 км к востоку от морской границы Китая с Вьетнамом. Остров имеет размеры 6 на 6,5 км, округлую форму с вдающейся в него крупной бухтой на юге, и небольшое озеро Сянси на северо-западе. Длина побережья — 15,6 км, из которых от 6 до 10 км — песчаный пляж.
Население острова рассредоточено по нескольким десяткам деревень, существенная часть площади обрабатывается.

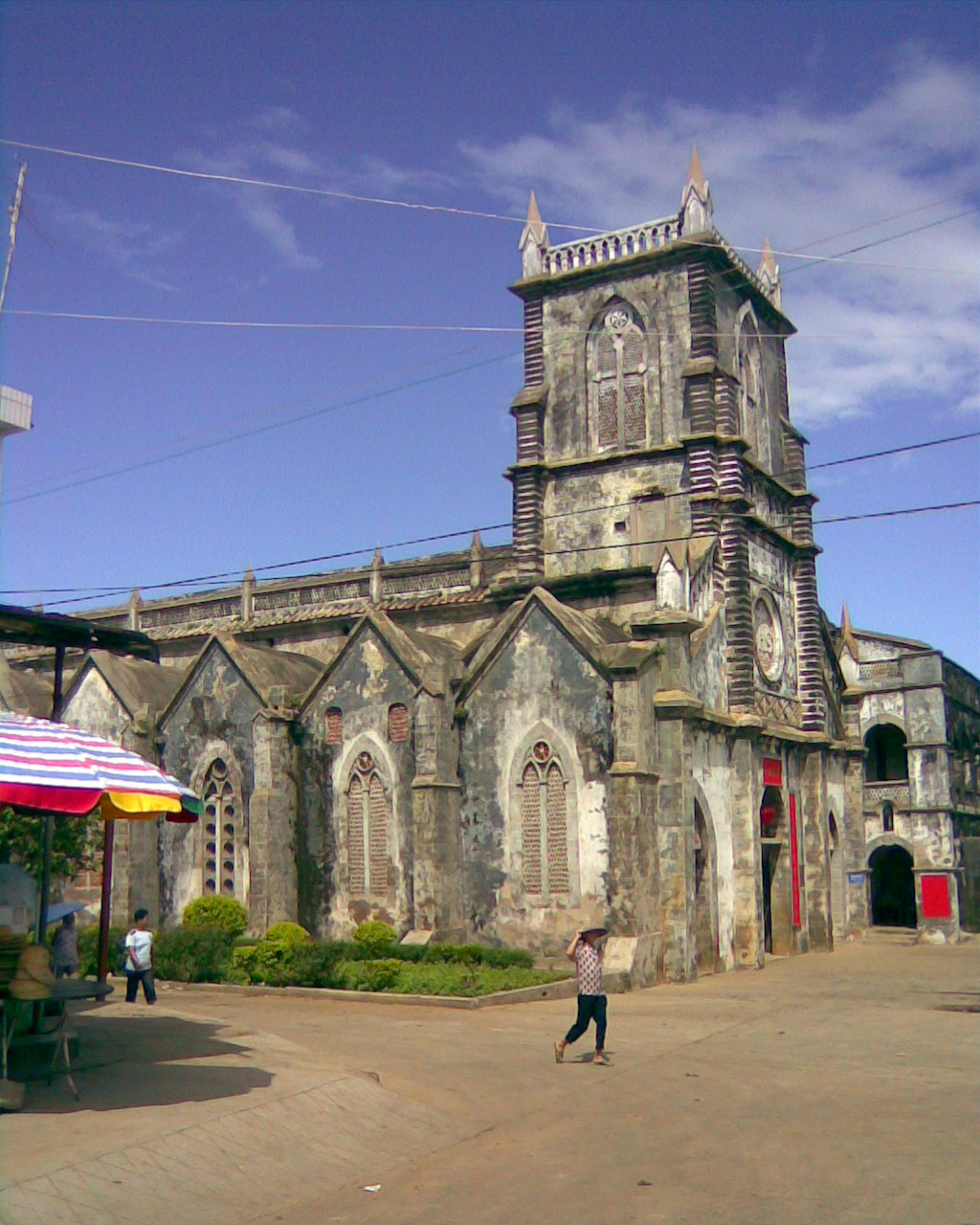
Костёл в деревне Шэнтан.

В деревне Шэнтан (кит. 盛塘村) имеется католический костёл высотой 15 м, построенный французами в 1869—1879 годы.
Административно, остров является основной частью островного города Вэйчжоу с населением около 16 тысяч человек, входящего как район в городской округ Бэйхай.
В районе острова расположено нефтегазовое месторождение Вэйчжоу.